# Perejaume

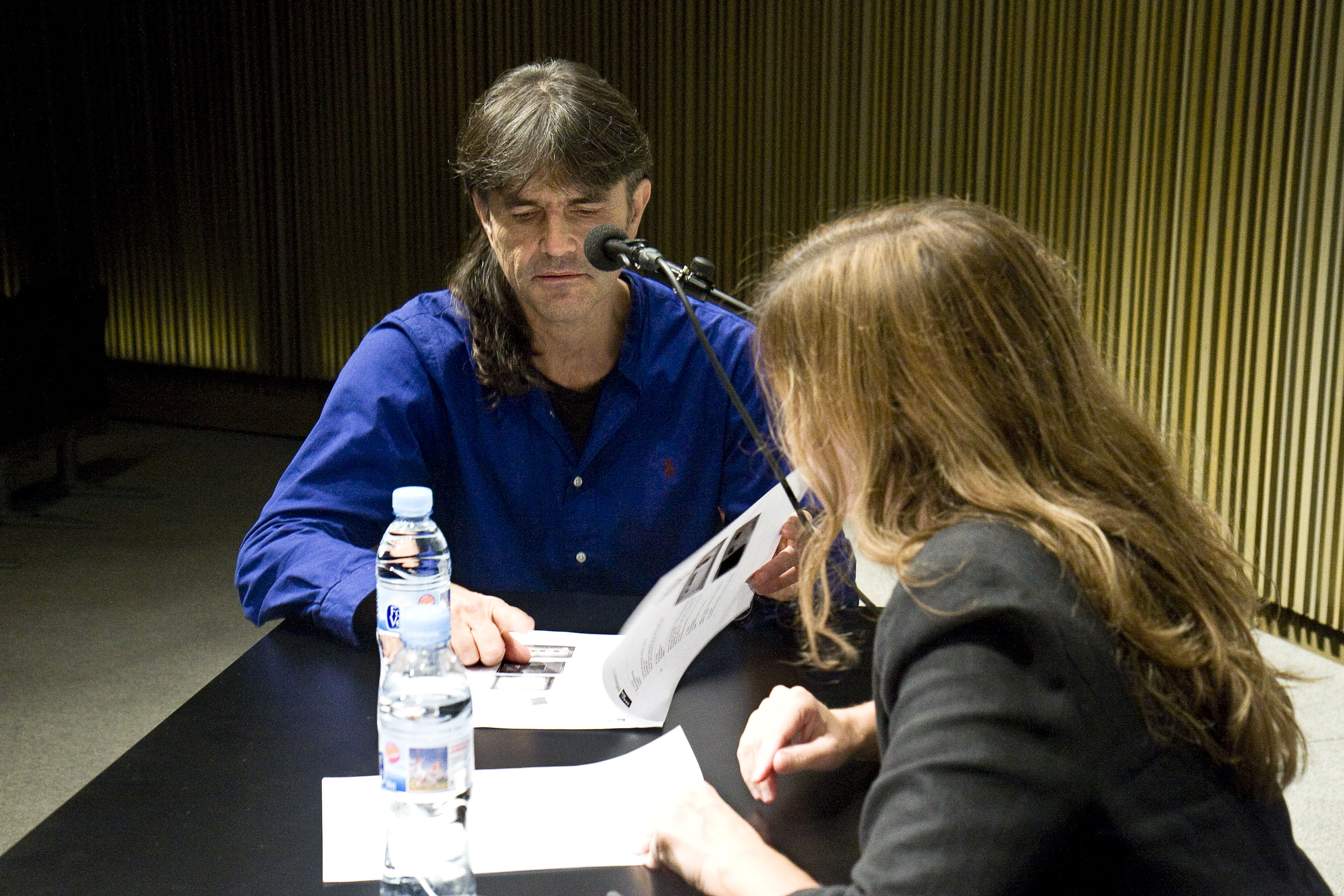
Perejaume am MACBA.

Pere Jaume Borrell i Guinart mit dem Künstlernamen Perejaume (* 1957 in Sant Pol de Mar, Provinz Barcelona, Katalonien, Spanien) ist ein spanischer bildender Künstler.

## Leben
Perejaume ist Autodidakt und hat sich seine künstlerischen Fertigkeiten in der Malerei und Bildhauerei selbst beigebracht. Seine Dichtung ist klar von Schriftstellern wie Joan Brossa beeinflusst. Seit den 1980er Jahren stellt er sowohl national als auch international aus.

## Preise und Auszeichnungen
- 2005: Katalanischer Nationalpreis für Bildende Künste der Generalitat de Catalunya.
- 2007: Nationalpreis für Grafische Kunst des Königreichs Spanien.
- 2009: Premi Lletra d’Or.

## Ausstellungen
- 1984: Postales
- 1990: Coll de pal. Cim de Costabona. Galerie Joan Prats, Barcelona
- 1999: Dis-Exhibit. Retrospektive, Museu d’Art Contemporani de Barcelona (MACBA)
- 2003: Retrotabula, Granada
- 2006: Amidament de Joan Coromines, Es Baluard, Barcelona
- 2011: Perejaume, Retrospektive in der Casa Milà (La Pederera), Barcelona.

## Andere Werke
- 1988/1990 Teulada, Installation in einem öffentlichen Garten in der Nähe der Fundació Joan Miró in Barcelona.
- 1998/1999: Malerische Ausstattung des Zuschauerraums und des Proszeniums im wiederhergestellten Gran Teatre del Liceu, Barcelona

## Veröffentlichungen
- 1989: Ludwig-Jujol. Què és el Collage sinó acostar soledats?.
- 1990: mit Joan Brossa: El bosc a casa.
- 1996: El paisatge es rodó. Eumo Editorial, Vic 1996, ISBN 84-7602-643-9.
- 1998: Oïsme.
- 1999: Dis-Exhibit. Ausstellungskatalog in Katalanisch oder Spanisch oder Englisch. MACBA/Editores ACTOR, Barcelona 1999, en.= ISBN 84-95273-05-5.
- 2000: mit Joan Brossa: Cartaci.
- 2003: Retrotabula, Diputación Provincial de Granada, Granada 2003, ISBN 84-7807-366-3.
- 2007: zusammen mit: Josep Guinovart, Joan Fontcuberta, Zush und Carlos Pazos: Visualkultur.cat:Art/design/works, ACTAR, Barcelona, ISBN 978-84-96540-93-4.
- 2007: Pagèsiques, ausgezeichnet mit dem Premi Lletra d’Or 2012.